# Into Eternity
Into Eternity är ett melodiskt death/progressive metal-band från Kanada, bildat 1997 i Regina, Saskatchewan.

## Medlemmar
Nuvarande medlemmar
- Tim Roth – gitarr, bakgrundssång (1997–idag)
- Troy Bleich – basgitarr, bakgrundssång (2004–idag)
- Bryan Newbury – trummor (2011–idag)
- Amanda Kiernan – ledsång (2012–idag)
- Matt Cuthbertson – gitarr (2014–idag)

Tidigare medlemmar
- Justin Bender – gitarr (2006–2014)
- Jim Austin – trummor (1997–2006)
- Chris Eisler – gitarr (1999)
- Christopher McDougall – keyboard (1999–2001)
- Scott Krall – basgitarr, bakgrundssång (1997–2005)
- Daniel Nargang – gitarr, sång (2001)
- Chris Krall – sång (2003–2004)
- Rob Doherty – gitarr, sång (2003–2005) (avliden)
- Collin Craig – gitarr (2006)
- Dean Sternburger – sång (2004)
- Adam Sagan – trummor (2005)
- Steve Bolognese – trummor (2006–2011)
- Stu Block – ledsång (2005–2012)

## Diskografi
Studioalbum
- 1999 – Into Eternity
- 2001 – Dead or Dreaming
- 2004 – Buried in Oblivion
- 2006 – The Scattering of Ashes
- 2008 – The Incurable Tragedy

Singlar
- 2011 – Sandstorm
- 2012 – Fukushima